# ユーゴスラビア王国

セルビア人＝クロアチア人＝スロヴェニア人王国
ユーゴスラビア王国
Kraljevina Srbov, Hrvatov in Slovencev (セルボ・クロアチア語)
Краљевина Југославија (セルボ・クロアチア語)

国の標語: Један народ, један краљ, једна држава（セルビア語）
一つの民族、一人の国王、一つの国家国歌: Химна Краљевине Југославије（セルビア語）
ユーゴスラビア王国国歌

ユーゴスラビア王国の位置（1930年）

| 先代                                                                                          | 次代 |
| --------------------------------------------------------------------------------------------- | --- |
| セルビア王国 スロベニア人・クロアチア人・セルビア人国 ブルガリア王国 ハンガリー社会主義共和国 | セルビア救国政府 モンテネグロ総督府 クロアチア独立国 ブルガリア王国 ハンガリー王国 イタリア王国 アルバニア シュタイアーマルク ケルンテン |

ユーゴスラビア王国（ユーゴスラビアおうこく、セルビア・クロアチア語・スロベニア語：Kraljevina Jugoslavija / Краљевина Југославија）は、第一次世界大戦の終結（ハプスブルク帝国とオスマン帝国の解体消滅）に伴い、民族自決原則のもとに建国された南スラヴ人（ブルガリア人を除く）の統一国家である。「ユーゴスラヴィア」は「南スラヴ」を意味する。独立時の正式名称はセルビア人・クロアチア人・スロヴェニア人王国（または、セルブ＝クロアート＝スロヴェーン王国）（セルビア・クロアチア語:Kraljevina Srba, Hrvata i Slovenaca / Краљевина Срба, Хрвата и Словенаца、スロベニア語：Kraljevina Srbov, Hrvatov in Slovencev、略称：SHS王国 Kraljevina SHS / Краљевина СХС）だった。1929年、国王独裁の開始時にユーゴスラヴィア王国へと改称する。バルカン半島の西部から中央ヨーロッパにかけての地域を領土とし、1918年から1941年まで存続した。政体は立憲君主制の王国。国王が亡命した1941年に事実上（公式にはユーゴスラビア連邦人民共和国成立前の1945年）滅亡した。
第二次世界大戦後のユーゴスラビア連邦人民共和国と対比してそれぞれ「第一のユーゴ」、「第二のユーゴ」という通称が使われた。以下、本稿でもこの略称を用いる。

## 概要
第一次世界大戦で敗れたオーストリア＝ハンガリー帝国は解体し、チェコスロヴァキア、ハンガリー、「第一のユーゴ」、オーストリア共和国が「継承国家」として独立したほか、大幅な国境線の変更が生じた。諸国は共通して多民族の共住という課題を有したが、なかでも新生ユーゴスラヴィアは民族の多様性が顕著であった。しかしあくまで、南スラヴという「単一民族」が自決権を行使した「国民国家」という建前をとったことが特色である。それゆえ国家の統合に困難を抱えることとなり、柴宜弘はこれを「擬制の「国民国家」」と表現している。
その一方で、南スラヴ統一（ないし汎スラヴ主義）の理念自体は長い歴史を有しており、単に人工的に作られた国家（モザイク国家）とは言えないことも確かである。
建国に至る直接のきっかけは第一次世界大戦にある。開戦時点の国境線に従えば、既に独立を果たしていたセルビア王国とモンテネグロ王国、ハプスブルク君主国内の南スラヴ人居住地域から構成された。
後者にはオーストリア帝国領だったスロベニア人地域とダルマツィア、ハンガリー王国に属したクロアチア・スラヴォニアとヴォイヴォディナ、そして共同統治のボスニア・ヘルツェゴビナという多様な歴史と文化を有する地域が含まれていた。その中から戦中に「ユーゴスラヴィア委員会」と「スロヴェニア人・クロアチア人・セルビア人民族会議」という2つの政治アクターが形成される。
これら4つの政治主体のうちセルビア王国を核として、「コルフ宣言」（後述）に基づく南スラブ人統一国家の創設が進められた。
まずハプスブルク帝国の内部では、1918年10月にスロベニア人・クロアチア人・セルビア人国が成立する。他方では同年11月、モンテネグロ議会が自らの王朝を廃しセルビアとの合同を決議した。その上で翌12月、セルビア王国が「スロヴェニア人・クロアチア人・セルビア人国家」を吸収する形で「第一のユーゴ」が建国された。当時セルビアの領土であったコソボ、ヴァルダル・マケドニアもその領域内に組み込まれた

政府は主にセルビア人によって運営され、非セルビア人勢力との対立が続いた。1928年、非セルビア人の有力政党であるクロアチア農民党の指導者スティエパン・ラディッチが暗殺され、国内の政治的混乱は急速に深まった。翌1929年には国王アレクサンダル1世が憲法を停止し、国王独裁制を布告した。国王は、国号を正式にユーゴスラビア王国に改称するとともに政治改革を断行し、事態の収拾を図った。
強大な権力を手中にした国王アレクサンダル1世は中央集権化を進めたが、1934年にマルセイユで暗殺され、ペータル2世が即位した。その後、政府は非セルビア人の要求に対してある程度寛容になり、1939年には特に強い反発のあったクロアチア人に対し、その自治権を大幅に認めてクロアチア自治州を設立させることで妥協が成立した。
第二次世界大戦が勃発した当初、ユーゴスラビア王国政府は親ドイツ路線を採り、1941年3月25日に日独伊三国同盟へ加入する意思を表明した。しかし、これに反対する国軍将校らがクーデターを起こし、政権は崩壊した。新政権はナチス・ドイツとの同盟堅持を宣言したが、4月6日にドイツ軍とその同盟軍の侵攻を受け、4月17日に降伏（ユーゴスラビア侵攻）。ユーゴスラビアの領土は分割占領され、セルビア地域にはミラン・ネディッチ率いる傀儡政権の「セルビア救国政府」が樹立された。また、クロアチア人の民族主義団体ウスタシャは、ユーゴスラビアを解体し、クロアチア独立国を成立させた。
ユーゴスラビア王国政府はロンドンに亡命政権を樹立し、対独抵抗運動を展開したが、実際に運動を指導したのはヨシップ・ブロズ・チトー（後のユーゴスラビア連邦大統領）率いるパルチザンであった。チトー主導で1943年に成立したユーゴスラビア民主連邦は、独力での抵抗運動を続け、ドイツの敗戦後、国王ペータル2世の帰国を拒否した。1945年11月29日には正式に国家としてのユーゴスラビア連邦人民共和国が成立し、ユーゴスラビア王国は名実ともに消滅した。

## 歴史

### コルフ宣言
第一次世界大戦中の1917年、ケルキラ島（コルフ島）に置かれていたセルビア王国亡命議会はコルフ宣言を採択し、ユーゴスラビア王国の建国を決定した。

### 建国期

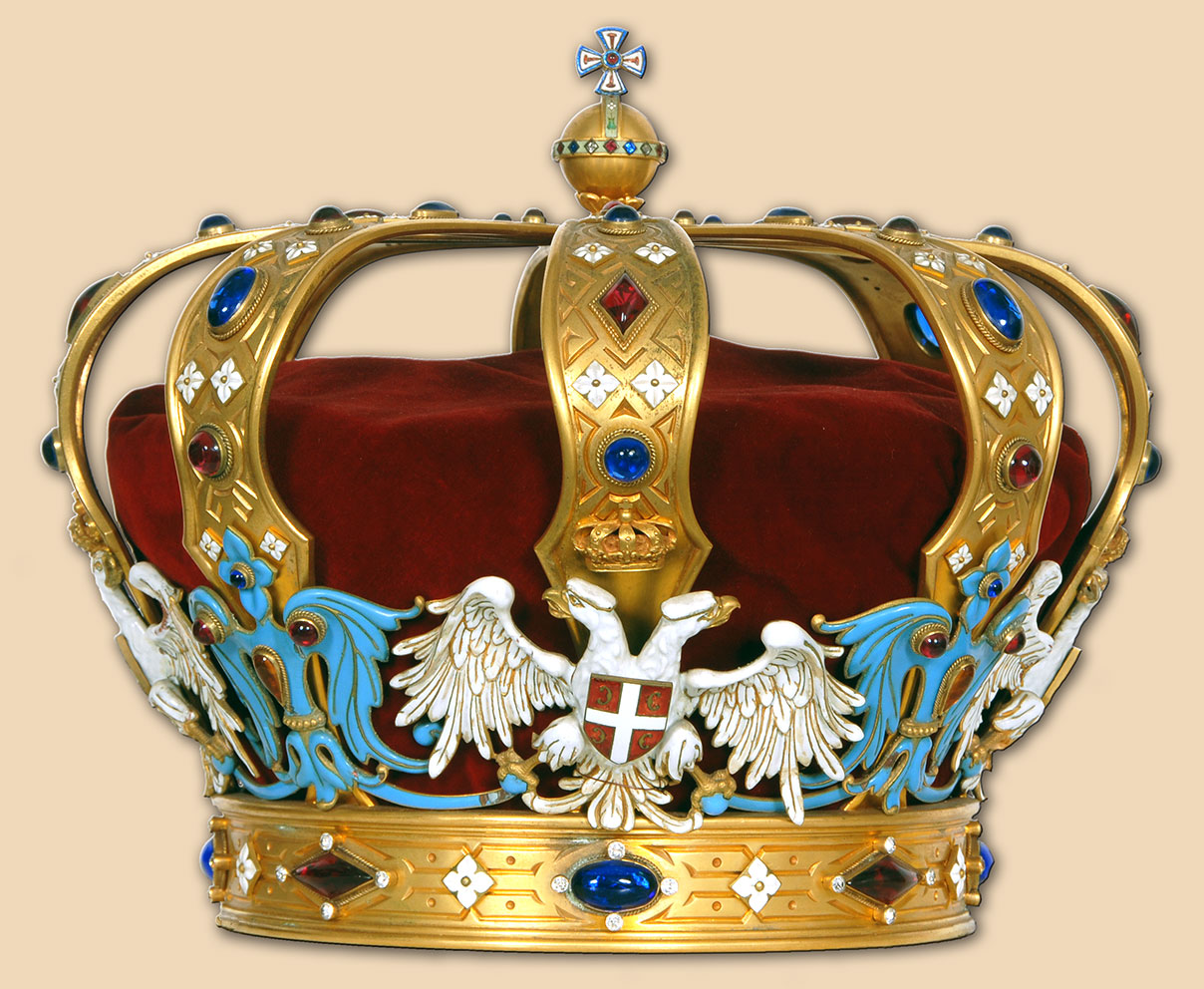
1901年からカラジョルジェヴィチ家によって用いられた王冠(セルビア王家のレガリア)。歴代のユーゴスラビア国王が戴冠した。

王国は1918年12月1日、「セルビア人・クロアチア人・スロベニア人王国」として成立した。1918年12月1日、王国は国王ペータル1世の摂政王子アレクサンダル1世によって設立が宣言された。
新しい王国は、独立した王国であったセルビア王国、モンテネグロ王国（議会がセルビアとの合同を決議、国王らは亡命政権を樹立）と、公式にはオーストリア＝ハンガリー帝国の領土であったスロベニア人・クロアチア人・セルビア人国を併せて成立した。オーストリア＝ハンガリー帝国の領土のうち、ハンガリー王国領に属していたクロアチア、スラヴォニア、ヴォイヴォディナ、ならびにオーストリア領のクランスカ（クライン地方）、シュタイェルスカ（シュタイアーマルク地方）の一部、ダルマチアの大部分、そして帝国の直轄州ボスニア・ヘルツェゴビナはユーゴスラビア王国の領土となった。

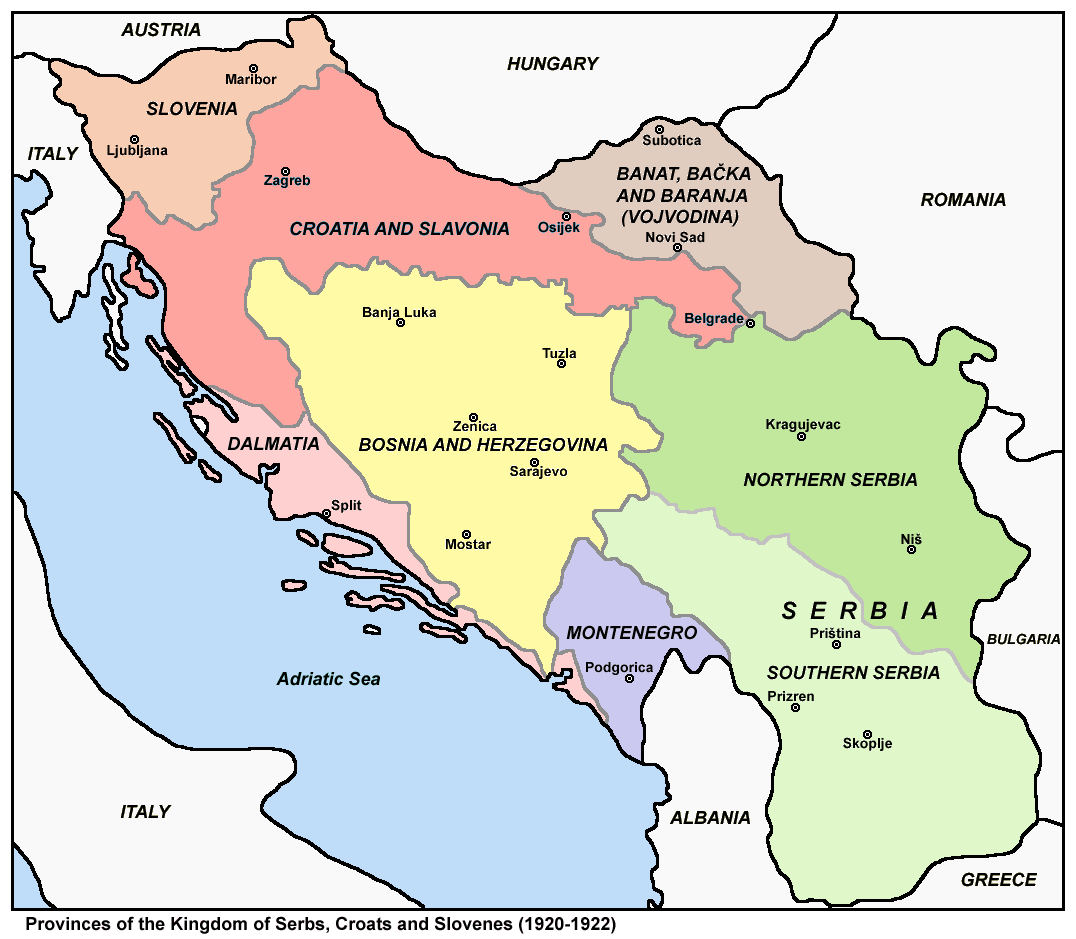
建国当初の地域区分（1920年-1922年）

新しい王国の設立は汎スラヴ主義やセルビア民族主義の支持者によって支持された。汎スラヴ運動の立場からは、全ての南スラヴ人（ユーゴスラヴ人）はひとつの国家のもとに集まり、全ての人々がスラヴ人として互いの差異を埋めることが望まれていた。セルビア民族主義の立場からは、長らくの目標であった、バルカン半島各地のセルビア人居住地域をすべて統合する大セルビアの理想が初めて実現したと見られていた。
ユーゴスラビア王国は北西でイタリア、オーストリアと、北でハンガリーおよびルーマニアと、東でブルガリアと、南でギリシャおよびアルバニアと国境を接し、西はアドリア海に面していた。
住民投票はケルンテンでも行われ、この地方はオーストリア領に留まることを選択した。
ダルマチア地方の港町ザダル（イタリア語ではザーラ Zara）や、複数のダルマチアの島々はイタリア王国に割譲された。リエカ（イタリア語ではフィウーメ Fiume）はユーゴスラビアに帰属することとされたが、まもなくガブリエーレ・ダンヌンツィオらに占領され、1920年11月12日ユーゴスラビアとイタリアはラパッロ条約を締結して、自由都市フィウーメを成立させることで合意した。
新しいユーゴスラビアの政府は、地域の政治的・経済的な統合を模索したが、その民族的・宗教的・言語的・歴史的な差異、そして経済開発のレベルの違いの大きさのため、地域統合の道は難航した。

### 臨時議会

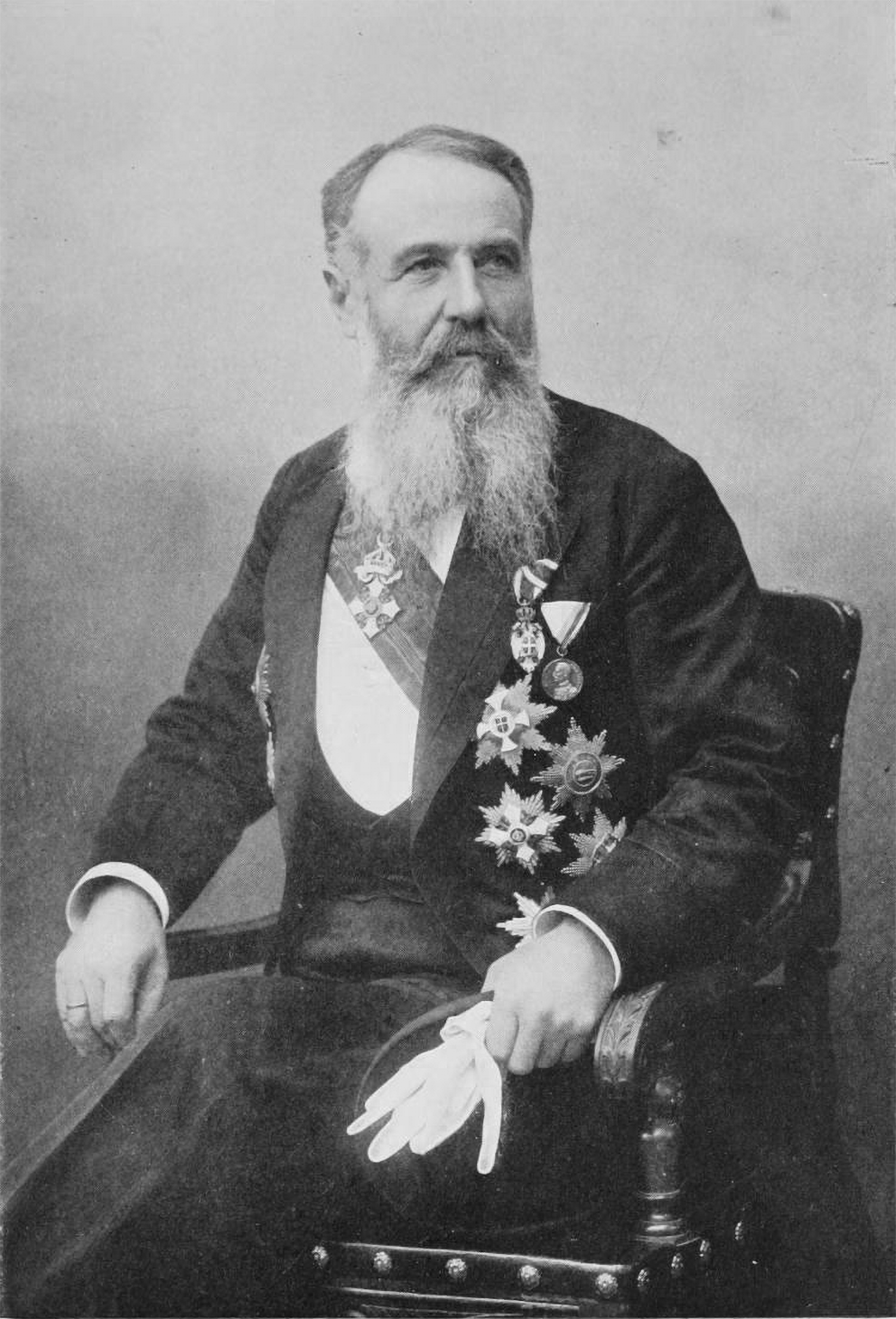
ニコラ・パシッチ。何度にもわたってユーゴスラビア王国の首相の座に就いた。

1918年12月1日の宣言の直後から、ニコラ・パシッチを首班とする新政府の樹立でセルビア政府とスロベニア人・クロアチア人・セルビア人国の「民族会議」の間で合意された。しかし、この決定が摂政の承認を求めたときに拒絶され、早くも最初の危機を迎えた。各政党は、これを議会制の原則に対する侵害としたが、パシッチに代えてストヤン・プロティッチを首班とすることで合意が図られた。プロティッチはパシッチの人民急進党の中心的メンバーの一人であった。新しい政府は1918年12月20日に発足した。

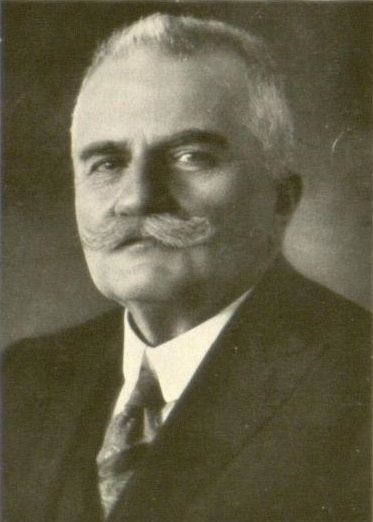
民主党を率いたダヴィドヴィッチ

制憲議会の選挙が行われるまで臨時議会が王国の議会の役割を果たしていたが、選出された議員は王国成立前の各領域で別箇に選出されていた議員だった。政党の再編によって、旧オーストリア＝ハンガリー帝国領のセルビア人野党が主導して新しく民主党を発足させた。民主党は臨時議会で最大派閥となり、政権の中核を担うこととなった。リュボミル・ダヴィドヴィッチ率いる民主党が高度に中央集権化された政策を採ったため、クロアチア人代議士の多くが反対派にまわった。しかし、11人の閣僚を出す民主党に対して急進党からは3人に留まったことについて急進党は不満を持ち、1919年8月16日にプロティッチは首相の職を辞した。
そのため、ダヴィドヴィッチは新たに「社会民主党」と連立を組んだ。新しい連立政権は議会の半数を確保したものの、臨時議会の成立要件は過半数と1議席の出席であった。反対派は議会をボイコットしたため、政権側の議員が全員議会に集まっても必要な出席数を充足することができず、議会運営は停止した。ダヴィドヴィッチは直ちに政権を辞職したものの、誰もその後の政権をとることができず、再度ダヴィドヴィッチが首相となった。反対派はボイコットを続けたものの、政権はこれを無視して政策を遂行するより他ないとした。反対派はこれを非難し、自分たちを「議会共同体」と称し始めた。ダヴィドヴィッチは状況は受け入れがたいとし、また国王からただちに制憲議会の選挙をするよう求められた。
議会共同体は、ストヤン・プロティッチ（Stojan Protić）を首班とする政権を発足させ、議会の正常化と、前政権による急激な中央集権化の是正を進めた。前政権による急激な土地改革への反発も、新政権をまとめる要因となった。少数のグループが立場を変えていったが、プロティッチ政権は過半数を維持していた。しかし、今回は民主党と社会民主党が議会をボイコットしたため、プロティッチ政権もまた議会での必要な出席数を満たすことができなくなった。したがってこの政権を形作った議会共同体もまた、規定に反する状態となった。
前政権下の臨時議会での出席数規定の無視によって形成された議会共同体にとって、自身がこの規定に反する行動をとることはきわめて困難であった。1920年4月、鉄道労働者のストライキを含む広範な労働者の蜂起が発生した。グリゴリイェヴィッチ（Gligorijević）によると、この蜂起が2つの主要政党に相互の差異を埋めさせる圧力となった。交渉は成功し、新政権の形成のためプロティッチは辞任し、中立的な政治家としてミレンコ・ヴェスニッチによる政権が誕生した。社会民主党はかつての連立パートナーであった民主党とは行動を別にした。これは、新政権による反共産主義の政策に反対したためである。
かつて党を割る問題となった議論は依然続いていた。民主党はなお中央集権化と急激な土地改革を推し進めていた。選挙法に関する意見の不一致により、民主党は再度、政権に対して反対票を投じ、政権は否定された。ただし、このときの議会は必要な出席数を充足しておらず、ヴェスニッチはこの議決は効力を持たないとした。これによって、ヴェスニッチは急進党との間で中央集権化の必要性について合意し、民主党は代わりに土地改革を放棄した。これによってヴェスニッチは政権に留まることが決まり、新しいヴェスニッチ政権が発足した。クロアチア人共同体とスロベニア人民党は、急進党が中央集権化を受け入れたことに対して大いに不満を持った。ストヤン・プロティッチにとってもこのことは問題であり、プロティッチはそのために政権から去った。
1920年9月、クロアチアで農民の武装蜂起が起こった。家畜として飼っていた牛への課税が直接の原因だったが、クロアチア人共同体は政府の中央集権化政策を非難し、特に内務大臣のスヴェトザル・プリビチェヴィッチが非難の的となった。

### 議会体制
臨時議会で可決された数少ない法の一つに、制憲議会の選挙に関する法があった。新しい国家を形作る前に行われた交渉によって、投票は普遍的な秘密投票とすることが決定されていた。実際にはこれは実現されなかった。新しい国家を作る運動の初期には、普遍的な選挙には女性参政権も包含しうると考えられており、社会民主党とスロベニア人民党は女性参政権を支持したものの、急進党はこれに反対した。民主党は女性参政権には肯定的であったが、これを議題とするまでには至らず、女性参政権の案は否定された。選挙には比例代表制が採用されたが、採用された方式は、大政党や地域的な支持の強い政党に有利であった。

#### 急進党と民主党
選挙は1920年11月28日に行われた。事前の予想では民主党が急進党を抑えて多くの議席を獲得すると思われていたが、実際には両党の議席数は同じであった。臨時議会では支配的であった民主党にとって、これは敗北であった。さらに、民主党は旧オーストリア＝ハンガリー帝国領では特に悪い結果となった。これによって、中央集権化はユーゴスラビア人一丸となっての願いであるとする民主党の信念は打撃を受けた。
急進党はこの地域では決して良い結果ではなかったものの、急進党は公然と自身をセルビア人政党と規定しており、旧オーストリア＝ハンガリー帝国での不振は大きな問題ではなかった。これによって、急進党のニコラ・パシッチに大きな力が集まり、ユーゴスラビアの中央集権化を進めるためには民主党は急進党と組むという選択肢しかなかった。パシッチはこれまで、クロアチア人政党と組む選択肢を常に残しておくことに気を使っていた。

#### ユーゴスラヴ・ムスリム組織とジェミイェト党
民主党と急進党の連立のみでは政権を維持するのに十分ではなく、そのため2党に加えてユーゴスラヴ・ムスリム組織（JMO）を連立に加えた。ユーゴスラヴ・ムスリム組織は、ボスニアの境界線の維持と、土地改革によっていかにボシュニャク人の土地所有者が影響を受けるかに焦点をあてており、これらについて2党と合意を得た。連立与党は更なる連立パートナーを必要としていた。連立交渉の最終段階になって、コソボやマケドニアのイスラム教徒を主体とするジェミイェト党（Džemijet）を加えることで合意した。

#### クロアチア共和農民党とユーゴスラビア共産党
もっとも劇的に議席数を伸ばしたのは、2つの反体制派の政党であった。一つはクロアチア共和農民党（後のクロアチア農民党）であり、その党首は選挙戦が始まったために収監を解かれたばかりであった。しかし、グリゴリイェヴィッチによると、選挙運動よりも彼らへの妨害のほうが彼らを助けたという。クロアチア人共同体（彼らはクロアチア共和農民党が活動を始めたことに対して表立って不満を表明することはできなかった）は政権に参画したことによって極度に人気が落ち、全議席を失った。勢力を伸ばしたもう一つの党はユーゴスラビア共産党であり、特にマケドニア地方で強い支持を受けた。そのほかの議席は、民主党による中央集権化性向に懐疑的な小政党によって占められた。
クロアチア共和農民党は、ユーゴスラビアは共和制とすべきとの信念から、王制を認めることにつながる王への宣誓を拒否したため、選挙で獲得した議席を得ることはできなかった。野党の多くは過去同様にボイコットを宣言したため、議会での反対は少数に留まった。憲法では、1918年のスロベニア人・クロアチア人・セルビア人国とセルビア王国との合意による半数と1議席の賛成で可決とする規定を、多数の反対派を無視するものとして、可決には66%の賛成が必要としていた。

### ヴィドヴダン憲法とアレクサンダル1世の即位

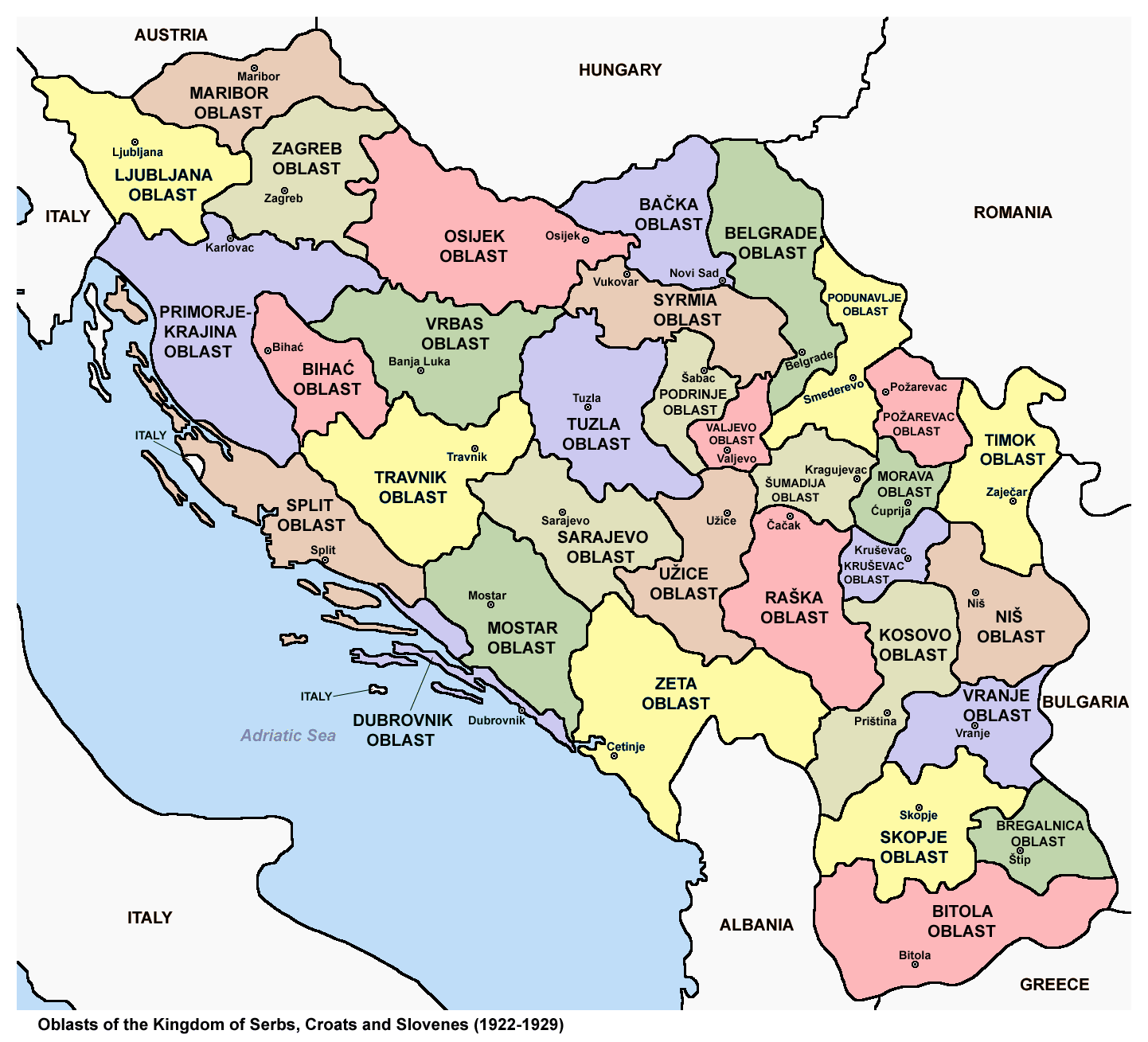
1922年に設置されたオーブラスチ（行政州）

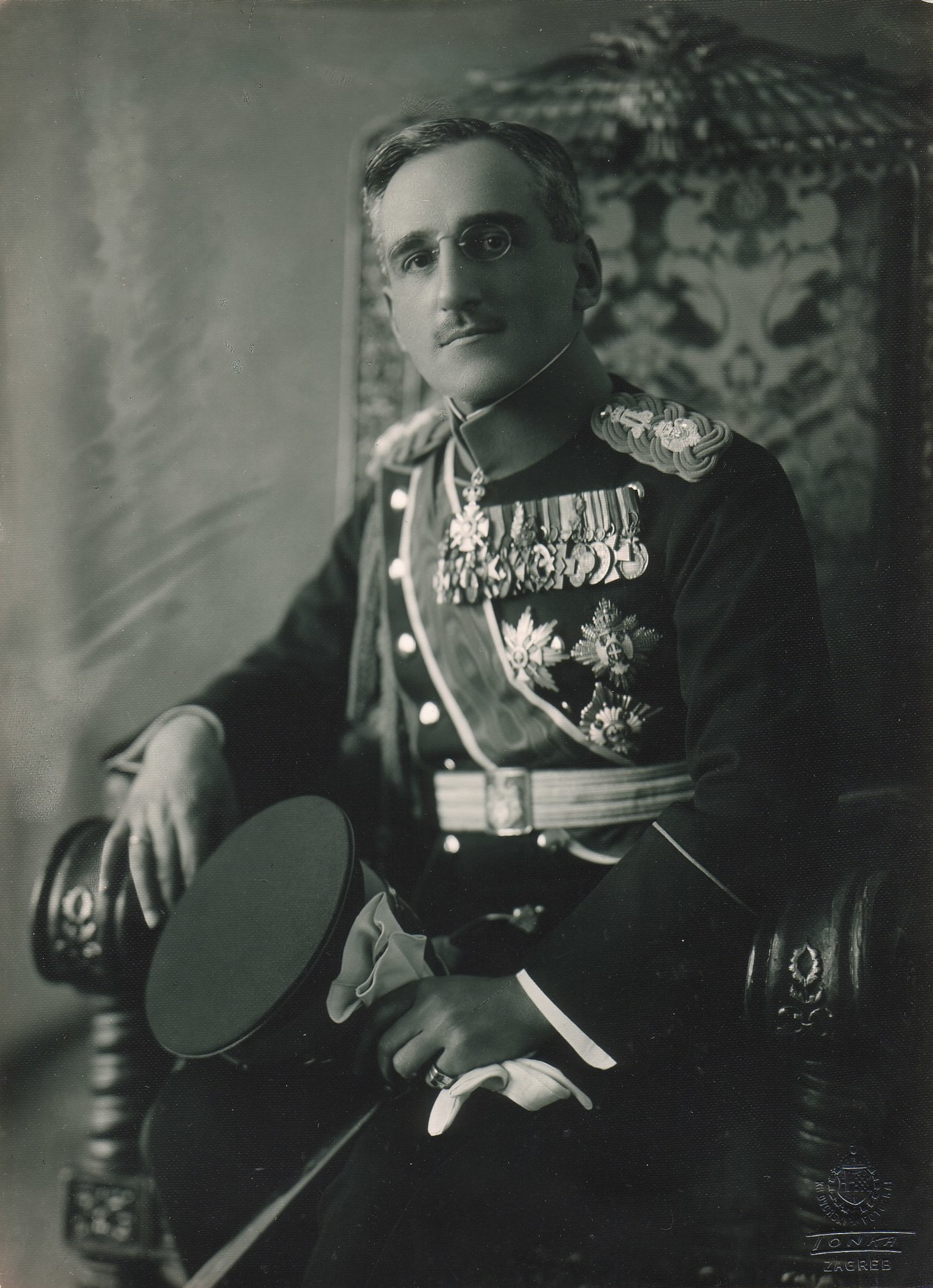
アレクサンダル1世

1921年6月28日、ヴィトスの日に、憲法は可決され、統一的な王国が成立した（ヴィドヴダン憲法）。第一次世界大戦前の伝統的な地域区分は廃止され、中央政府の統治の下に置かれる33の行政州が設置された。この間、8月16日にペータル1世は死去し、アレクサンダル1世が国王となった。
民主党のリュボミル・ダヴィドヴィッチは、これまで民主党がすすめてきた中央集権化政策に疑問を持ち、野党との交渉に応じる姿勢を見せた。このことは党内の亀裂を発生させ、スヴェトザル・プリビチェヴィッチ（Svetozar Pribićević）から反対を受けた。さらにこのことは、パシッチに連立政権崩壊の口実を与えた。

### パシッチの不正選挙
国王はパシッチに対し、プリビチェヴィッチの民主党との連立政権を組むよう命じたものの、パシッチはプリビチェヴィッチに対してほぼ受け入れ不可能な条件を出したことによって、選挙実施の命令とともに、純粋に急進党のみの政権が誕生した。セルビアでは、急進党は善戦し、さらに党勢を拡大したものの、スティエパン・ラディッチの農民党もまた党勢を拡大していた。
中央集権派のセルビア人の政治家らは、セルビアがユーゴスラビアの統一の中核であり、それはイタリアにおけるピエモンテ、ドイツ帝国におけるプロイセンと同様の存在であり、大セルビアの実現であるとみなしていた。クロアチア人によるセルビア中心的な政策への反発は、年々強まっていった。
1920年代初期のころ、首相ニコラ・パシッチ（Nikola Pašić）率いるユーゴスラビア政府は投票者や少数民族に対して警察を使って圧力を加えた。政権は彼らの刊行物を没収し、各種の不正選挙が行われた。これは、その後もユーゴスラビア議会で大勢力を持ち続けたクロアチア農民党に対して効果は薄かったが、急進党の主要な競合政党である民主党には打撃を与えた。
1924年にローマ条約が締結され、自由都市フィウーメの大部分の領域がイタリア領となった。イタリアとの国境をめぐる緊張は続いた。イタリアはさらに多くのダルマチア地域の領有を望む一方、ユーゴスラビアは旧オーストリア帝国領からイタリア領となっていたイストラ半島を求めていた。イストラ半島には多くのクロアチア人やスロベニア人が居住していた。
クロアチア共和農民党の党首スティエパン・ラディッチは政治的理由により何度も投獄された。ラディッチは1925年、「クロアチア共和農民党」の党名から「共和」を外して「クロアチア農民党」とすること、ヴィドヴダン憲法を認めることを表明した。ラディッチは釈放され、議会に復帰した。

### 1928年議会内暗殺事件

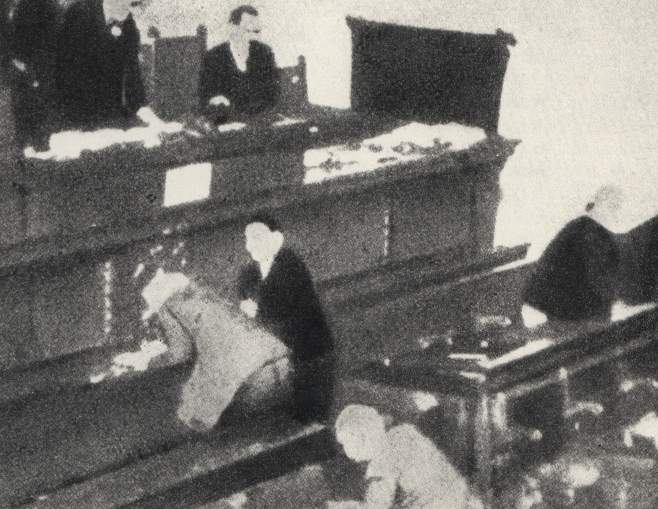
議場内で襲撃されたラディッチ

1928年初、クロアチア農民党のラディッチとスヴェトザル・プリビチェヴィッチ（Svetozar Pribićević）は、イタリアとのネットゥーノ協定の批准をめぐる議会内での暴力事件によって負傷した。彼らはセルビアの民族主義系野党を動員したが、政権与党からは殺害の脅しを含む暴力的な反発を受けた。1928年6月20日、政権与党に属するモンテネグロ人の代議士プニシャ・ラチッチ（Puniša Račić）はクロアチア農民党の5人の議員に対して発砲した（1928年議会内暗殺事件）、2人が死亡し、ラディッチも危篤となった。
野党は完全に議会を去った。野党は、複数の代議士が殺害された議会には決して戻らないと宣言し、新しい選挙を求めた。8月1日、ザグレブでの会合で、1920年12月1日宣言を放棄した。この中で、統合に関する交渉の白紙化を求めた。8月8日、スティエパン・ラディッチは死去した。

### 1月6日独裁制

1月6日独裁制で設置されたバノヴィナの地域区分

その後程ない1929年1月6日、銃撃に端を発する政治危機を理由として、国王アレクサンダルは憲法を停止し、議会を解散、1月6日独裁制（Šestojanuarska diktatura）と呼ばれる独裁体制を敷いた。10月3日にはアレクサンダルはまた、国名を正式に「ユーゴスラビア王国」に改めた。国内の地方区分は改組され、33の州（オブラスト）は廃止され、9の州（バノヴィナ）が新設された。
1931年、アレクサンダルは新しい憲法を発布し、国王に絶対的な権力を与えた。普通選挙制の導入が決定された（女子参政権は含まず）。国王はユーゴスラビア統一主義を掲げ、国家の統一を上から推し進めた。秘密投票の条項は取り除かれ、政権与党に投票するよう有権者に圧力がかかるのがアレクサンダル統治下のユーゴスラビアの選挙の常となった。さらに、上院の半数は国王によって直接指名され、さらに両院のうち一方で可決された法案は国王の賛同を得れば効力を発揮する。
新体制に対するクロアチア人の反発は大きく、1932年末に、クロアチア農民党は「ザグレブ・マニフェスト」を発布し、セルビア人による寡占と独裁制の廃止を求めた。ベオグラードの政府はこれに対して政敵の逮捕で応じ、クロアチア農民党の党首ヴラトコ・マチェク（Vladko Maček）も逮捕された。このような対応にもかかわらず、独裁制への反対は続き、クロアチア人は「クロアチア問題」と呼ばれたこの問題の解決を求め続けた。1934年、国王アレクサンダルはマチェクの釈放と民主主義の再導入を計画し、セルビア人とクロアチア人の一致点を探ろうとした。

### アレクサンダル1世とルイ・バルトゥー暗殺事件

1939年に設置されたクロアチア自治州（地図中、赤地の版図）

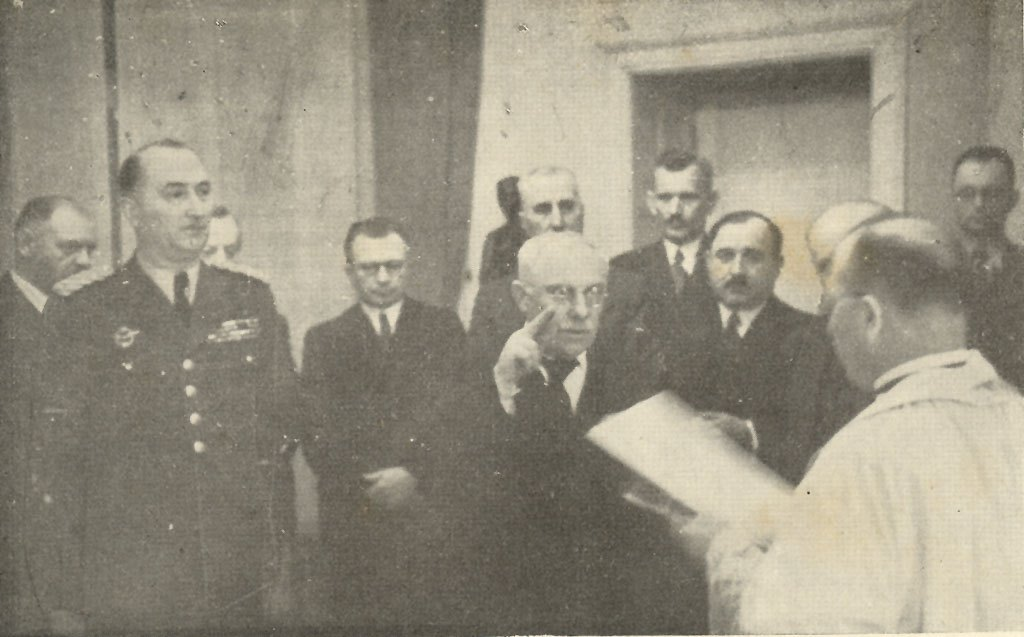
副首相就任を宣誓するマチェク（中央の人物）

1934年10月9日、国王アレクサンダル1世とフランス外相ルイ・バルトゥーは、フランスのマルセイユにて暗殺された（アレクサンダル1世とルイ・バルトゥー暗殺事件）。暗殺を実行したのはヴェリチュコ・ケリン（Veličko Kerin、偽名のヴラド・チェルノゼムスキ（Vlado Chernozemski）でも知られる）であり、ケリンは内部マケドニア革命組織のマケドニア人活動家として、ユーゴスラビア国外に暮らす移民や非合法政治団体と共謀し、クロアチア人の極右過激派ウスタシャとの協力の下、暗殺を実行した。
アレクサンダルの長男ペータル2世はまだ幼かったため、アレクサンダルの意思に基づいて3人からなる摂政団が王の責務を負うこととなった。摂政団を主導したのはペータルのいとこにあたるパヴレ・カラジョルジェヴィチであった。
1930年代、連邦構想をめぐってセルビア人とクロアチア人との間の民族的緊張は高まり続けた。セルビア人はヴァルダル・マケドニアとモンテネグロ、ヴォイヴォディナはセルビアと一体であるべきとする一方、クロアチア人はダルマチアやヴォイヴォディナの一部を求めた。そして、双方ともボシュニャク人の住むボスニア・ヘルツェゴビナを求めていた。1938年のナチス・ドイツの伸張によって、クロアチア問題解決の必要性は逼迫し、1939年、摂政王子パヴレは首相にドラギシャ・ツヴェトコヴィッチ（Dragiša Cvetković）を指名し、反対派のクロアチア人との合意を求めた。これに基づいて1939年8月26日、クロアチア農民党のヴラトコ・マチェクはユーゴスラビア副首相となり、ユーゴスラビア王国の中にクロアチア自治州（Banovina of Croatia）とその議会（sabor）が設置された。
これらの改革に対してセルビア人は、クロアチア自治州の中に住むセルビア人の地位を不安視し、ボスニア・ヘルツェゴビナの分割線に不満を持った。他方で、クロアチア人の極右過激派組織ウスタシャは、ボスニア・ヘルツェゴビナ全域を含むクロアチアの即時独立を求めており、自治州に反発した。

### イギリスのクーデターとナチス・ドイツの侵攻
第二次世界大戦が始まった後の1940年、ドイツはソビエト連邦との本格的な戦争を始める前に、後背地にあたるバルカン半島の支配を固め、ギリシャに駐留するイギリス軍を排除する必要が生じた。同年11月にはハンガリー、ルーマニア、ブルガリアが相次いで日独伊三国軍事同盟に加わったため、ユーゴスラビアは、かねて友好関係にあったギリシャ以外の国境を枢軸国の勢力に包囲されることになった。
この情勢のもとで、枢軸国による武力制圧を危惧した摂政パヴレは1941年3月25日、三国軍事同盟に加わり、枢軸国に協力することを決定した。この決定に対して、ベオグラードでは大規模な抗議行動が展開された。翌々日の3月27日には、イギリスの支援を受けた国軍将校らによる1941年ユーゴスラビア・クーデターが起き、パヴレの政権は倒れた。17歳の国王ペータル2世は、成年に達したものとされ、摂政を排除して統治権を掌握した。新政権の首相にはドゥシャン・シモヴィッチ（Dušan Simović）が任命された。新政権は、イギリスがユーゴスラビアを枢軸国から守ってくれることを期待して、公式には三国同盟に留まるとしつつも、枢軸国への協力の約束は骨抜きにする態度をとったが、実際にはイギリスにそのような余力はなく、4月6日にドイツ軍を中心とする枢軸国軍はユーゴスラビア領内に侵入し（ユーゴスラビア侵攻）、ほどなくして全土を制圧した。。

### 国王の亡命

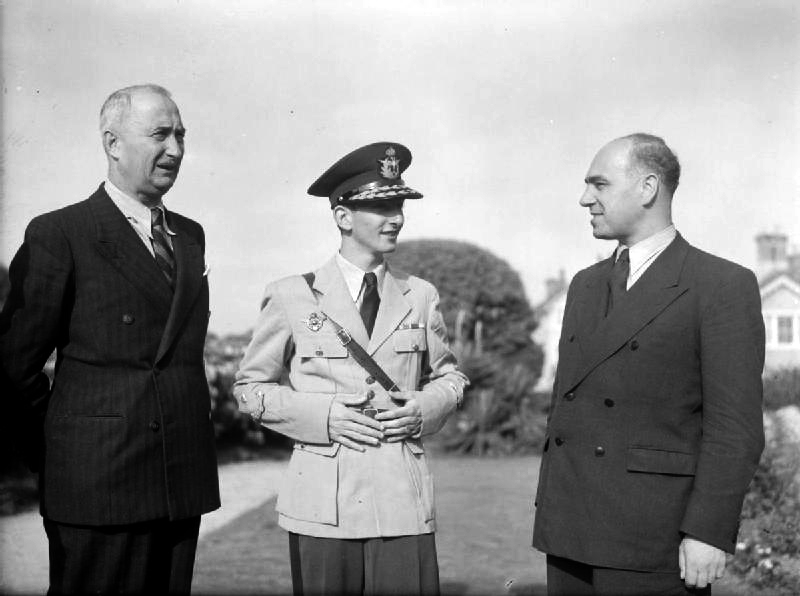
亡命先でのペータル2世（中央）とシモヴィッチ首相（その左）

国王ペータル2世と摂政パヴレら王室のメンバーのほとんどが国外に脱出し、ペータル2世はイギリスに亡命政権を樹立した。ペータル2世は亡命した後も、連合国からはユーゴスラビア国王として正統な国家の代表と認められていた。1941年5月13日から、セルビア人を主体とするチェトニックはユーゴスラビア王党派の将軍ドラジャ・ミハイロヴィッチの指揮の下で活動を始めた。その後長期にわたって、チェトニックはイギリスやアメリカ合衆国、ペータル2世率いるユーゴスラビア亡命政府の支援を受けていた。

### 王国の分割

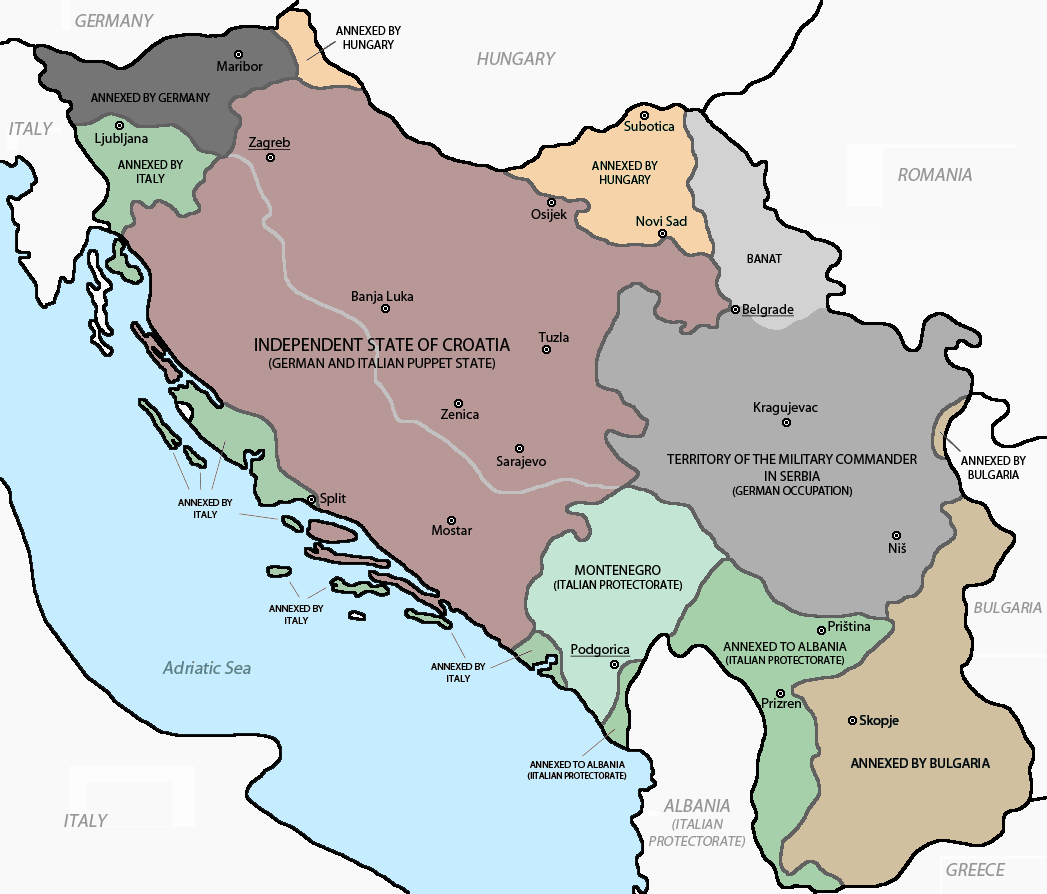
1941年から1943年にかけてのユーゴスラビア。
薄茶はクロアチア独立国、灰色はドイツ軍政が行われていたセルビア救国政府、薄灰は名目上セルビア領だが、ドイツの支配が行われていたバナト。薄緑はイタリア支配下のモンテネグロ。濃灰色はドイツ、緑はイタリア、オレンジはハンガリー、黄土色はブルガリアによる占領地もしくは併合地域。

ユーゴスラビア王国はその後、枢軸国によって分割された。ドイツ、イタリア、ハンガリー、ブルガリアは、ユーゴスラビアの国土の一部をそれぞれ自国に併合した。大ドイツはスロベニアの大部分にまで拡張された。イタリアはダルマチアの一部（Governorship of Dalmatia）、およびスロベニアの3分の1強を、自国領に編入した。大クロアチアはクロアチア独立国（Nezavisna Država Hrvatska; NDH）として独立を承認された。セルビアの残された部分は、ミラン・ネディッチを首班とするセルビア救国政府が設置されたが、実質は傀儡政権であり、ドイツ軍の軍政下に置かれた。ネディッチは自らが率いる「セルビア」をユーゴスラビアの継承国家と位置づけ、イギリスにいるペータル2世を「セルビア国王」とすることをドイツに認めさせるために努力したが実現しなかった。モンテネグロは、一部の領土がイタリアの支配下にあったアルバニア王国に併合された。イタリアは旧王家のペトロヴィチ＝ニェゴシュ家のミハイロを擁立しようとしたが、彼は王位を拒否した。1941年7月12日、イタリアの支援下にあった国会は王が存在しないまま、「モンテネグロ王国」の「摂政委員会」を設立した。しかし翌7月13日にモンテネグロ全土で大規模な蜂起が発生し、王国建設の計画は棚上げされた。

### ティトーのパルチザンによるユーゴスラビア継承
しかし、戦争の進行に伴って、支配を拡大していたのは共産主義者のヨシップ・ブロズ・ティトー率いるパルチザンであった。1942年、ティトーはユーゴスラビア人民解放反ファシスト会議を創設し、終戦後のユーゴスラビアの統治機構の受け皿の整備を始めていた。1943年、ティトーはユーゴスラビア民主連邦の樹立を宣言した。連合国もやがてティトーのパルチザンが、ドイツの占領に対してより強固に抵抗していることを理解した。連合国は王党派のチェトニックにかわって、ティトーのパルチザンにより大きな支援を与えるようになった。1944年6月16日のヴィス条約（Treaty of Vis、ティトー＝シュバシッチ合意）では、ユーゴスラビアの法的な統治者である亡命政府と、実際の統治者であるティトーの政府の統一が定められた。
1945年初期、ドイツ軍が放逐された後、ユーゴスラビア王国は形式上は再興された。しかし、実際の政治権力はティトーらの共産主義者パルチザンが握っていた。1月29日、ペータル2世はユーゴスラビアの共産主義者の制憲議会によって廃位されたが、その後もペータルは亡命状態での王位を主張した。12月2日、共産主義政権は全土をユーゴスラビア連邦人民共和国とすることを宣言した。新しいユーゴスラビアは、かつてのユーゴスラビア王国の国土とほぼ同じであったが、王制は失われた。

## 内政問題

### クロアチア問題
ユーゴスラビア王国では、クロアチア人の民族性の承認やクロアチアの独立、あるいは自治に関する「クロアチア問題」は常に重要な課題であり続けた。ユーゴスラビアの諸制度の多くはセルビア王国のものをそのまま継承しており、セルビア人は自らをユーゴスラビアの中核をなすものと考えていた。議会ではセルビア人主体の政党が多くの議席を占めており、セルビア人は国家運営の実権を握り、他民族を周辺的な地位へと追いやっていった。また、国家の成立の過程では、旧オーストリア・ハンガリー帝国領では、セルビア王国よりも負担の大きい帝国時代の税制が引き継がれ、帝国の通貨クラウンのユーゴスラビア・ディナールへの交換比率も低く抑えられる等、旧帝国領の住民に不利な政策が採られた。地方の官憲や自治体の首長には、地元の民族出身者よりも旧セルビア王国領からセルビア人が送り込まれて登用された。クロアチア人はかつての帝国時代には独自のクロアチア議会を維持していたが、こうした自治すらも否定され、中央集権的なユーゴスラビア王国に組み込まれることに、クロアチア人の民族主義者の反発は非常に大きかった。クロアチア共和農民党はクロアチア民族主義、農民主義、共和主義の政党として王制の否定とクロアチアの独立を求めていた。同党の党首スティエパン・ラディッチは、「我々は800年の闘争を通じてハンガリーとオーストリアに屈しなかった。いまや我々は自由になったというのに、セルビアに屈する理由などない」と述べている。1923年の選挙を境に、クロアチア人の多くがクロアチア共和農民党を支持するようになった。ユーゴスラビア王国の初期の頃、クロアチア共和農民党はクロアチアの完全自治と共和制を目指しており、王国議会をボイコットしていた。
1923年ごろから、クロアチア共和農民党は、完全独立に代わって連邦主義を模索するようになった。クロアチア共和農民党はスロベニア人民党やユーゴスラヴ・ムスリム組織と連携して「連邦主義ブロック」を結成した。1924年に党幹部のラディッチらが逮捕された後、1925年にラディッチが釈放される際には、王制とヴィドヴダン憲法を認め、党名から「共和」を外すことなどを表明した。クロアチア農民党は連立与党の一員となったが、クロアチア農民党の政策は連立相手である急進党から反対にあって実現されず、1927年には連立を解消して再び野党となった。1938年の5月から6月にかけて、ネットゥーノ協定の批准をめぐってクロアチア、ダルマチア、スロベニアで抗議行動が発生した。ラディッチもクロアチア人の土地をイタリアの危険にさらすこの協定に強く反対し、公然と批判を行った。セルビア人とクロアチア人が鋭く対立する中、セルビア人（モンテネグロ人）の代議士プニシャ・ラチッチの演説中にクロアチア農民党の議員が侮辱の言葉を発した。これによって議会が紛糾する中、ラチッチは「大セルビア万歳！」と叫びながら、クロアチア農民党の議員らに向けて発砲し、2人が即死し、ラディッチも重傷を負って後に死亡した。ラディッチは死の直前、後継者のマチェクに対して次のように語っていた:
| 「 | もはや我々には彼らと共有すべきものはほとんどない。もしかしたら共通外交政策や共通防衛はあり得るかも知れないが、それもないかも知れない…ただ、常に私が用いてきた平和的方法に従うよう望む | 」 |

発砲事件の後の1929年1月6日、国王アレクサンダル1世は独裁制を宣言し、憲法の停止、議会の解散、さらに宗教や民族に基づくあらゆる政党の解散を命じた。ラディッチの後を次いでクロアチア農民党の党首となっていたマチェクに対して、アレクサンダル1世はクロアチアの分離を提案した。しかし、この提案はザグレブ周辺のクロアチア地域のみを分離するものであり、クロアチア人の多く住むスラヴォニアやダルマチアが含まれていなかったことから、マチェクはこの提案に反対し、実現されなかった。次にアレクサンダルは、古くからの地域的・民族的な要素を排除することで国家の統合を図ることを目指し、国名を正式に「ユーゴスラビア王国」に改め、歴史的な地域区分を廃して、川の名前などをとってつけた新しい9つの州（バノヴィナ）に再編、政府の閣僚に対しては「ただユーゴスラビア人としてのみ」政治に参加するよう求めた。歴史的な地域を分断され、民族政党を禁止されたクロアチア人、スロベニア人、ムスリム人などは、アレクサンダルの独裁制に強く反発した。こうした中で、クロアチアの民族主義過激派・ウスタシャと、マケドニアの民族主義過激派・内部マケドニア革命組織などの過激派が伸張し、アレクサンダルは両組織の協力の下、暗殺された。
アレクサンダルの死後、摂政王子パヴレの下に成立したツヴェトコヴィッチ政権は、マチェクとの間でクロアチアの自治に関する交渉を持ち、ツヴェトコヴィッチ＝マチェク合意に達した。これによってクロアチア自治州の設置が決まり、外交や貿易、郵便通信、国防を除く全ての権限が自治州に与えられることとなった。しかし、クロアチアでは既にウスタシャが勢力を拡大しており、大クロアチアの版図とクロアチアの武力による完全独立を求めるウスタシャは、マチェクらクロアチア農民党を激しく非難した。1941年に枢軸国がユーゴスラビアに侵攻すると、ユーゴスラビアは解体され、ウスタシャによってクロアチア独立国が成立した。

## 外交

### 親連合国政府
ユーゴスラビア王国は第一次世界大戦の連合国と緊密な関係を持っていた。特に1920年から1934年までの間、ユーゴスラビアは伝統的にイギリスおよびフランスの支援を受けていた。

#### 小協商
1920年から1921年にかけて、ユーゴスラビア王国はチェコスロバキアおよびルーマニアと小協商とよばれる同盟関係を築いた。これは、第一次世界大戦後に3国がハンガリーから獲得した領土を守るための、対ハンガリーを意識した同盟であった。しかし、チェコスロバキアとルーマニアに対するハンガリーの領土拡張要求に対してユーゴスラビアは共同行動を取らず、小協商はまもなく機能を失った。

#### バルカン同盟
1924年、ユーゴスラビア王国はギリシャ、ルーマニア、トルコとともにバルカン・ブロック（Balkan Bloc）を形成した。この同盟はバルカン半島の安定化を意図したものであり、1934年2月9日にバルカン協商として公式化された。しかし同年10月、ユーゴスラビアのアレクサンダル1世が訪問先のマルセイユで暗殺され、ユーゴスラビアが外交方針を転換したことにより、同盟は崩壊した。

#### 対イタリア関係
イタリア王国はユーゴスラビア王国に対する領土的野心を持っていた。イタリアとユーゴスラビアの前身であるセルビア王国およびスロベニア人・クロアチア人・セルビア人国との関係は、第一次世界大戦時に悪化し、敵対関係となった。イタリアはヴェネツィア共和国の領土（スタート・ダ・マール）であったダルマチアの領有を主張しており、イタリアの政治家とユーゴスラビア諸地域の政治家は、ダルマチアをめぐって対立した。1918年11月1日、スロベニア人・クロアチア人・セルビア人国がオーストリアから鹵獲した戦艦SMSヴィリブス・ウニーティス（SMS Viribus Unitis）をイタリアが撃沈したことにより、緊張関係は現実の衝突へと発展した。イタリアは対ユーゴスラビアで利害の一致するアルバニア、ハンガリー、ルーマニア、ブルガリアと協力関係を結び、この関係は1924年から1927年まで続いた。
1925年、イタリアのファシスト指導者ベニート・ムッソリーニはユーゴスラビアに対して開戦の脅しをし、その後イタリアとユーゴスラビア政府は、イタリア人のダルマチアへの無条件の移動を認めるネットゥーノ条約を結んだ。ユーゴスラビア人たちは、この動きをイタリアによるダルマチア植民地化への降伏とみなし、反対した。アドリア海東岸のイタリアの飛び地ザーラ（ザダル）では、イタリアの退役軍人協会がユーゴスラビア人を「豚」とする反ユーゴスラビア曲を叫び、同協会がイタリアのダルマチア領有を主張したことから、ザーラにおけるイタリア人とユーゴスラビア人の政治的状況は敵対的となった。これらの動きや態度は、ユーゴスラビア人の間にイタリアに対する怒りをもたらし、1928年には大規模な反イタリア抗議行動が展開され、「ムッソリーニを引きずりおろせ！」「ファシズムに死を！」、そして「ネットゥーノ条約を破棄せよ！」「アレクサンダル国王万歳！」などと叫び、ユーゴスラビア政府の態度や、ユーゴスラビア議会での与野党間の暴力を非難した。これに引き続いて、ザグレブやドゥブロヴニク、スプリトなどで、ユーゴスラビア人らがイタリア領事館を襲撃し、ムッソリーニの肖像画を焼き捨てる、イタリア国旗を領事館から引き降ろして燃やすなどの行動が起こった。
1927年、イギリスおよびフランスの協力の下、イタリアは反ユーゴスラビア同盟から撤退した。イタリアのファシスト指導者ベニート・ムッソリーニは、アンテ・パヴェリッチ率いるクロアチアの極右民族主義勢力ウスタシャを受け入れてイタリアに住まわせ、対ユーゴスラビア戦争に備えて軍事訓練の場を提供した。ハンガリーもまた同様のウスタシャの軍事訓練施設を受け入れた。ムッソリーニはパヴェリッチに対し、ローマに住むことを認めた。

##### 友好協定
1927年、イタリアの拡張主義の高まりに対して、ユーゴスラビア王国政府はイギリスおよびフランスとの友好協力合意に調印した。

### 1935年-1941年
公式に確認されている、アレクサンダル1世の最後の言葉は、「ユーゴスラビアを救え、そしてフランスとの友好を」であった。アレクサンダルの後継者たちは、前者のために最善の努力を尽くしたが、後者のフランスとの友好に関しては、次第に廃れていった。それには複数の理由があった。1930年代中期の時点で、フランスは内部分裂状態にあり、東ヨーロッパでの重要性は低下し、同盟国の支援は次第に困難になっていった。これによって東ヨーロッパでのフランスの同盟国はいずれも深刻な経済苦境に陥った。それに比べて、ドイツはこれに代わる協力関係を東ヨーロッパ諸国と結ぶことを望むようになった。この動きは、対フランス関係を重視する東ヨーロッパの国々の意向に反するものと考えられた。イタリアによるウスタシャ支援はドイツのイタリアとの関係の緊密化の意向を促進した。マチェクはイタリアがユーゴスラビアからのクロアチアの分離を支援するだろうと主張すると、摂政王子パヴレはイタリアとの関係改善は不可避であると判断した。クロアチア農民党がイタリアからの支援を受ける可能性をつぶすために、イタリアとの友好条約が1937年に結ばれた。これによってムッソリーニはウスタシャの指導者の一部を逮捕し、ウスタシャによるユーゴスラビアへの脅威は回避された。1938年、ドイツはオーストリアを併合し、ユーゴスラビアの隣国となった。イギリスおよびフランスのこれに対する反応は弱く、続くズデーデン危機のさなか、ユーゴスラビア政府は(1)欧州大戦が避けられないこと、(2)イギリスおよびフランスの支援は期待できず、ユーゴスラビアは中立を維持すべきであることを決定した。パヴレの個人的なイギリスへの愛着や、セルビアの伝統的なフランスへの傾倒にもかかわらず、このように決定された。イタリアやドイツはユーゴスラビアの国内問題に干渉を試み、マチェクはその恩恵を受けた。最終的に、摂政パヴレは1939年8月、クロアチア自治州の設置に同意した。しかしこれでもドイツやイタリアからの圧力はやまず、ユーゴスラビアの戦略的立場は悪化し続けた。ユーゴスラビアはドイツ市場への依存度を高める一方（ユーゴスラビアからの輸出の90%ほどが対ドイツとなっていた）、1939年4月にはイタリアがアルバニアを侵略し、併合した。1940年10月、イタリアはギリシャを攻撃した。この時点で、フランスは既にドイツ占領下となっており、ユーゴスラビアにとってイギリスのみが期待できる同盟国となった。ユーゴスラビアはソビエト連邦を承認していなかった。イギリスはユーゴスラビアの大戦への参戦を期待していたが、ユーゴスラビアはこれを拒絶していた。1940年末、ドイツのアドルフ・ヒトラーはユーゴスラビアに対して、明確にどちらかに付くよう求め、ユーゴスラビアへの圧力を高め、1941年3月25日の枢軸国加盟へとつながった。その2日後、摂政パヴレはクーデターにより失脚し、おいのペータル2世は成人年齢に達したものと宣言された。しかし、ドゥシャン・シモヴィッチ率いる新しい政権はドイツに対し、ユーゴスラビアが枢軸国に留まることを確約した。しかしヒトラーはユーゴスラビア侵攻を命じた。1941年4月6日、ベオグラードは爆撃され、4月10日、クロアチア独立国は建国を宣言し、4月17日、ユーゴスラビア軍は降伏した。

## 住民
「セルビア人」、「クロアチア人」、「スロベニア人」は1929年までは憲法上の民族とされ、その後は「ユーゴスラビア人」に統一された。
以下のデータは母語による分類であり、1921年の国勢調査に基づく。
- セルビア・クロアチア語: 8,911,509 (74.36%)
  - セルビア人: 44.57%
  - クロアチア人: 23.5%
  - ムスリム人: 6.29%
- スロベニア語: 1,019,997 (8.51%)
- ドイツ語: 505,790 (4.22%)
- ハンガリー語: 467,658 (3.9%)
- アルバニア語: 439,657 (3.67%)
- ルーマニア語: 231,068 (1.93%)
- トルコ語: 150,322 (1.25%)
- チェコ語およびスロバキア語: 115,532 (0.96%)
- ルシン語: 25,615 (0.21%)
- ロシア語: 20,568 (0.17%)
- ポーランド語: 14,764 (0.12%)
- イタリア語: 12,553 (0.11%)
- その他: 69,878 (0.58%)

### 民族別人口
- ユーゴスラビア人: 82.87%
- ドイツ人: 4.22%
- マジャル人: 3.90%
- アルバニア人: 3.67%
- ルーマニア人: 1.93%
- トルコ人: 1.25%
- チェコ人 および スロバキア人: 0.96%
- ルシン人: 0.21%
- ロシア人: 0.17%
- ポーランド人: 0.12%
- その他: 0.69%

### 宗教別人口
- キリスト教
  - 正教会: 5,600,000
  - カトリック教会（東方典礼カトリック教会含む）: 4,700,000
  - プロテスタント: 200,000
- ムスリム: 1,300,000
- ユダヤ教: 65,000

### 業種別の就労者の比率
- 農業、林業、漁業 - 78.87%
- 製造業、手工芸 - 9.91%
- 銀行、貿易、運輸 - 4.35%
- 公共サービス、自由業、軍事 - 3.80%
- その他の職業 - 3.07%

## 元首一覧
1. ペータル1世（1918年12月1日 - 1921年8月16日。摂政王子アレクサンダル1世が王の名の下に統治していた）
2. アレクサンダル1世 (1921年8月16日 – 1934年10月9日）
3. ペータル2世（1934年10月9日 - 1945年11月29日、1941年4月13日あるいは14日以降は亡命政権）
  - 摂政・パヴレ・カラジョルジェヴィチ（1934年10月9日 - 1941年3月27日）

## 首相一覧
- ストヤン・プロティッチ（Stojan Protić、1918–19）
- リュボミル・ダヴィドヴィッチ（Ljubomir Davidović、1919–20）
- ストヤン・プロティッチ（Stojan Protić、1920）
- ミレンコ・ヴェスニッチ（Milenko Vesnić、1920–21）
- ニコラ・パシッチ（Nikola Pašić、1921–24）
- リュボミル・ダヴィドヴィッチ（Ljubomir Davidović、1924）
- ニコラ・パシッチ（Nikola Pašić、1924–26）
- ニコラ・ウズノヴィッチ（Nikola Uzunović、1926–27）
- ヴェリミル・ヴキチェヴィッチ（Velimir Vukićević、1927–28）
- アントン・コロシェツ（Anton Korošec、1928–29）
- ペータル・ジヴコヴィッチ（Petar Živković、1929–32）
- ヴォイスラヴ・マリンコヴィッチ（Vojislav Marinković、1932）
- ミラン・スルシュキッチ（Milan Srškić、1932–34）
- ニコラ・ウズノヴィッチ（Nikola Uzunović、1934）
- ボゴリュブ・イェヴティッチ（Bogoljub Jevtić、1934–35）
- ミラン・ストヤディノヴィッチ（Milan Stojadinović、1935–39）
- ドラギシャ・ツヴェトコヴィッチ（Dragiša Cvetković、1939–41）
- ドゥシャン・シモヴィッチ（Dušan Simović、1941-42）

カイロ、ロンドンの王党派亡命政権の首相
- ドゥシャン・シモヴィッチ（Dušan Simović、1941–42）
- スロボダン・ヨヴァノヴィッチ（Slobodan Jovanović、1942–43）
- ミロシュ・トリフノヴィッチ（Miloš Trifunović、1943）
- ボジダル・プリッチ（Božidar Purić、1943–44）
- イヴァン・シュバシッチ（Ivan Šubašić、1944–45）
- ドラゴ・マルシッチ（Drago Marušič、1945）